# Byzantinische Kirche (Masada)

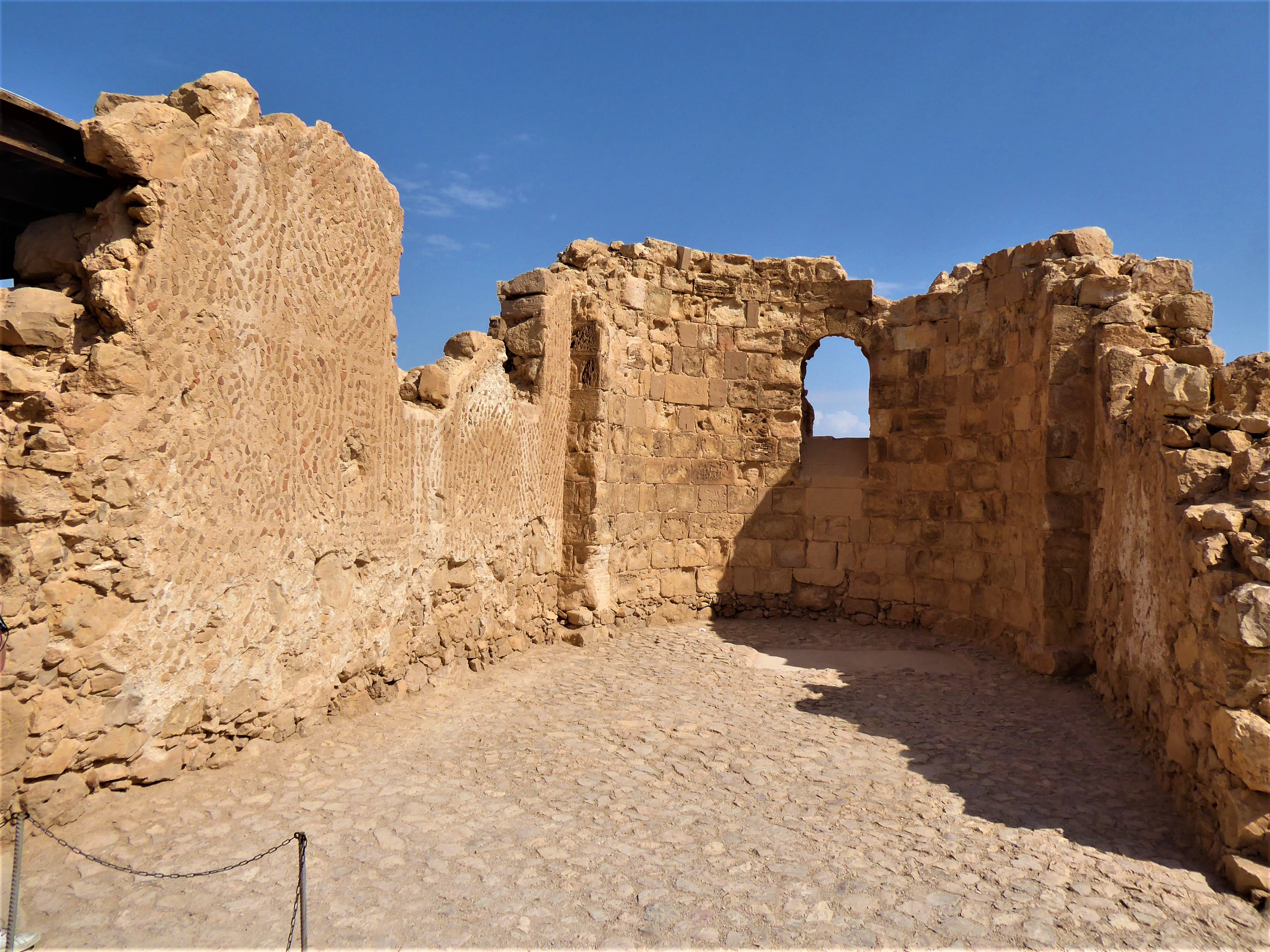
Byzantinische Kirche in Masada, Blick Richtung Apsis. Links erkennbar eine erhaltene Putzschicht

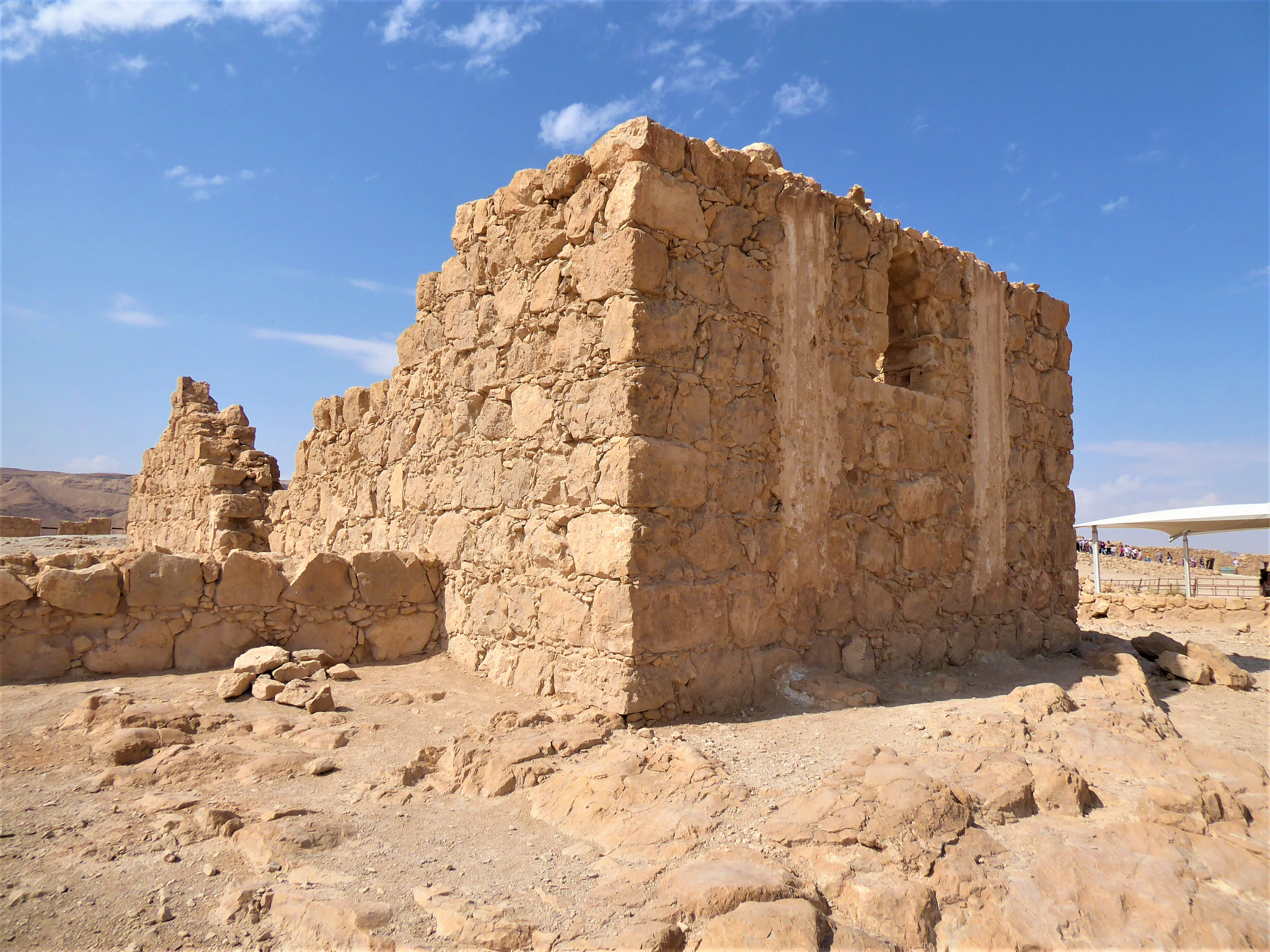
Ansicht von Südosten

Die Byzantinische Kirche  gehört zum UNESCO-Weltkulturerbe Masada in Israel. Die heute nur noch als Ruine erhaltene  byzantinische Kirche gehörte ursprünglich zu einer Einsiedelei und stellt eine der ersten frühchristlichen Kirchen der Region und gleichzeitig den südlichsten Kirchenbau in der judäischen Wüste dar.

## Beschreibung
Während des 5. Jahrhunderts etablierte sich eine Gruppe von byzantinischen Mönchen auf Masada, die eine Einsiedelei in der Mitte des Gipfels unter Verwendung älteren Baumaterials der dortigen Ruinen errichteten. Diese religiöse Besiedlung war Teil eines Prozesses, der an verschiedenen Orten in der judäischen Wüste und in der Region stattfand. Die Einsiedler lebten unter ärmlichsten Bedingungen in Höhlen und alten Zisternen. Die Besiedlung wurde wahrscheinlich mit den Überfällen der Perser bzw. der muslimischen Eroberung im 7. Jahrhundert aufgegeben. Danach endete die letzte Besiedlungsperiode in Masada bis zur  archäologischen Wiederentdeckung im 19. Jahrhundert.
Die byzantinische Kirche ist Kern einer kleinen Anlage von vier Räumen und stellt deren besterhaltenen Teil dar. Sie ist ein einschiffiger Bau, der nach Osten orientiert ist und mit einer Halbkreisapsis schließt, während die Außenmauer des Chores einen geraden Schluss zeigt. Die Kirche wurde aus sauber gefügten Dolomitsteinen errichtet, mit Kalkmörtel verkittet und mit einem kunstvollen Putz aus weißem Kalk mit Beimischung von Kies versehen, in die Scherben und kleine Platten aus Steinmaterial gelegt wurden, angeordnet in vertikalen Reihen oder im Fischgrätmuster. Südlich daran schließt sich ein kleiner Narthex an, aus dem ein im 19. Jahrhundert durch den Archäologen de Saulcy ausgegrabener Mosaikboden teilweise in das Museum Louvre in Paris überführt wurde. Westlich davon schließen sich zwei weitere Räume an. Im nördlichen, kleineren Raum, der parallel zur Kirche liegt, hat sich der Mosaikboden erhalten.